# سد قواق
 سد قواق  یکی از سدهای در حال بهره برداری استان زنجان است.